# Metin Kasak
Metin Chjusein Kasak (auch Metin Hyusein Kazak geschrieben, bulgarisch Метин Хюсеин Казак; * 29. Juli 1972 in Targowischte) ist ein bulgarischer Politiker für die Bewegung für Rechte und Freiheiten (DPS), die auch als „Türkenpartei“ bekannt ist und Mitglied des Europäischen Parlaments. Kasak spricht neben Bulgarisch noch Französisch, Englisch und Russisch, der Politiker Tschetin Kasak ist sein Zwillingsbruder.
1997 beendete Metin Kasak sein Master-Studium mit Fachrichtung Internationales und europäisches Recht an der Universität von Burgund in Dijon. Nach seinem Abschluss folgten mehrere Praktika in Frankreich, in der Türkei und den USA. 1998 war er Praktikant in der Verwaltung des Staatspräsidenten Bulgariens, Petar Stojanow. 1999 wurde er Mitarbeiter von Radio France Internationale (RFI) – Bulgarien und mehrerer privater Unternehmen.
Zwischen 2000 und 2001 war Kasak Sachverständiger im Stab von Alexandar Pramatarski im Ministerium ohne Geschäftsbereich in der Regierung von Iwan Kostow. Zwischen 2001 und 2005 war er Sachverständiger im Stab von Filis Chusmenowa, die ebenfalls das Amt des Ministers ohne Geschäftsbereich bekleidete, jedoch in der Regierung von Simeon Sakskoburggotski.
2005 wurde Kasak von der bulgarischen Nationalversammlung zum Stellvertretender Ombudsmann der Republik Bulgarien gewählt, was er bis 2007 blieb.
2007 wurde Metin Kasak bei den Europawahlen 2007 von der Liste der DPS, die in der Region Kardschali die stärkste politische Kraft ist, zum Mitglied des Europaparlaments gewählt. Bei den Europawahlen 2009 wurde er in seinem Amt bestätigt.
Im 7. Europaparlament ist er Stellvertretender Vorsitzender des Unterausschusses für Menschenrechte.